# فآليتوا سوالافي الثاني
فآليتوا سوالافي الثاني (29 أبريل 1947 -) (بالساموية: Va'aletoa Sualauvi II)‏ هو الرئيس الحالي لجمهورية ساموا (أو أو لي آو أو لي مالو). يشغل المنصب منذ عام 2017.
كما سبق له أن شغل هذا المنصب بالوكالة مع الرئيس السابق توفوغا إيفي بعد وفاة الرئيس الأسبق ماليتوا تانونافيلي الثاني للفترة 11 مايو 2007 لغاية 20 يونيو 2007.